# Kronisk interstitiell nefrit
Kronisk interstitiell nefrit, KIN, är en heterogen njursjukdomsgrupp. Orsakerna kan vara många och inkluderar glomerulonefrit, alla orsaker till akut interstitiell nefrit, inflammatorisk orsak, gift, läkemedel, infektion (pyelonefrit), medfödda fel, och systemisk sjukdom.

## Symtom
Många patienter upptäcks i vuxen ålder med högt blodtryck och små njurar. Urea och elektrolytobalans är vanligt. En minoritet av patienterna har lågt blodtryck och stora urinmängder.

## Behandling
Konservativ som vid kronisk njurinsufficiens: Glukoslösning med insulin samt resonium kan användas som behandling vid hyperkalemi. Kost med lågt proteininnehåll ges. EPO kan ges för att motverka anemin. Vid allvarlig sjukdom bör njurtransplantation övervägas.